# Oberlauterbach
Oberlauterbach település Franciaországban, Bas-Rhin megyében. Lakosainak száma 549 fő (2022. január 1.). Oberlauterbach Crœttwiller, Eberbach-Seltz, Niederlauterbach, Salmbach, Siegen és Wintzenbach községekkel határos.

## Népesség
A település népességének változása:
| Lakosok száma | 535  | 531  | 547  | 540  | 539  | 547  | 552  | 551  | 549  |
|               | 2013 | 2015 | 2016 | 2017 | 2018 | 2019 | 2020 | 2021 | 2022 |